# Centro de educación ambiental El Cuadrón
El Centro de Educación Ambiental Valle del Lozoya, antes Centro de Educación Ambiental El Cuadrón es un centro de Educación ambiental y desarrollo local que se encuentra en la localidad de El Cuadrón dentro del municipio de Garganta de los Montes en pleno Valle del Lozoya de la Sierra Norte de Madrid, España. 
Forma parte de la Red de Centros de educación ambiental de la Consejería de Medio Ambiente, Vivienda y Agricultura de la Comunidad de Madrid distribuidos por toda la Comunidad de Madrid. 

## Localización
Está situado en el término municipal de El Cuadrón, un lugar estratégico a dos minutos de la A-1, en el centro geográfico de la Sierra Norte de Madrid, paso de visitantes hacia el parque nacional de la Sierra de Guadarrama y gran parte de los municipios y espacios que forman este emblemático territorio. Su localización es clave para promocionar el patrimonio y las iniciativas locales que lo dinamizan e interpretan, contribuyendo al desarrollo sostenible de la zona.
Centro de Educación Ambiental Valle del Lozoya, Ctra. M-604, km 3, 28749 El Cuadrón - Madrid
Planos y vistas satelitales.40°56′36.7″N 3°39′35.65″O / 40.943528, -3.6599028
Horarios: martes a domingos de 10 a 15h (sábados hasta las 18h)

## Proyecto Educativo
El objetivo del proyecto educativo del CEA Valle del Lozoya es poner en valor el territorio y el patrimonio natural y cultural de la Sierra Norte de Madrid a través de la dinamización local. Trabajando de manera coordinada con la Administración, población local, comunidad educativa, visitantes e iniciativas privadas, se facilita una interacción responsable con el territorio y el equilibrio entre uso y conservación, a la vez que se persigue que las personas que aquí viven puedan desarrollar su actividad y mantener los pueblos vivos. 
Esto requiere llevar a cabo actuaciones con suficiente amplitud y profundidad, como para dar respuesta a los cambios que está experimentando la Sierra Norte y conseguir una buena adaptación a los mismos junto con la población local y visitante. La educación ambiental es una buena herramienta para promover una adecuada conciencia social, un turismo comprometido y solidario, un desarrollo económico razonable, el protagonismo de las comunidades locales y el respeto ante las diferencias culturales.
El paisaje de la Sierra Norte es el resultado de la convivencia entre la población local y su entorno, gracias al trabajo que durante siglos esta ha realizado con el manejo de los recursos naturales, contribuyendo en muchos casos a conservar y mejorar la biodiversidad. Una sinergia entre sociedad y naturaleza que nos ha dejado un destacado patrimonio, que dota de identidad a la Comarca y representa un reclamo de gran valor: valiosos ecosistemas,  arquitectura tradicional, vías pecuarias, puentes medievales, yacimientos arqueológicos, monasterios, murallas y otros monumentos culturales.
La conservación del entorno precisa de una adecuada intervención de la Administración junto con la implicación de la sociedad. Con el objetivo de mantener y revalorizar este patrimonio los programas del CEA Valle del Lozoya buscan la participación de todos los colectivos: jóvenes, niños y niñas, mayores, locales o visitantes, buscando una relación de respeto al territorio desde un punto de vista ambiental y social. 
Cuenta con aula, sala de exposiciones, biblioteca, punto de información, zona de trabajo y un pequeño espacio exterior ajardinado. 
El Centro es accesible para personas con movilidad reducida, aunque no el servicio.

## Actividades y líneas de actuación
- Sendas y caminos de nuestra Sierra

Para poner en práctica un modelo de turismo más responsable, se ofertan una serie de actividades y recorridos por lugares concretos o senderos de unión entre poblaciones en toda el área de influencia, tanto guiados como autoguiados. Con ellos se pretende dar a conocer el gran valor del patrimonio ecocultural de la zona, buscando el menor impacto medioambiental posible.
Son gratuitas pero es necesario reservar plaza telefónicamente.
- Banco de Saberes

El primer paso para cuidar un territorio, es conocer en profundidad el medio natural, el patrimonio cultural, y la sociedad que articula ambos. A través de entrevistas, reuniones temáticas o paseos con vecinos y vecinas aprendemos cada vez más como es La Sierra y su cultura y así comprender mejor el pasado, mejorar el presente y diseñar el camino del futuro, basándonos en criterios de sostenibilidad.
- Ecoturismo

Las entidades locales públicas y privadas son un pilar fundamental de la economía de la zona. El proyecto del CEA Valle del Lozoya trabaja en mesas sectoriales de turismo, que ofrecen formación para mejorar el impacto positivo, apoyan el trabajo en red y ponen en valor el aporte al territorio de las iniciativas de estos empresarios de turismo. Buscando resaltar aquellas iniciativas más sostenibles y buscando visitantes que disfruten y cuiden de la Sierra Norte.
- Trabajo con escolares

Es importante trabajar con toda la población y también con las más peques, el programa de escolares nos permite trabajar mirando al futuro e intentar que la sociedad del futuro entienda y valore mejor el entorno natural y cultural de esta sierra. Nos acercamos a todos los centros del entorno de El Cuadrón para poder trabajar con los escolares de la zona, pero si cualquier centro quiere venir a conocer el entorno tenemos días reservados para ello.
- Punto de Información turística local

Las puertas del centro están abiertas para cualquier persona que quiera conocer más y mejor la Sierra Norte: qué rutas realizar, qué municipios visitar, qué actividades hacer o qué productos locales puede comprar.
- Sierra Norte Residuo Cero

La Sierra Norte de Madrid tiene un ambicioso plan estratégico que busca una mejor gestión de los residuos en la comarca, desde el centro trabajamos en un plan de comunicación y sensibilización para que vecinos y visitantes ...
- Agroecología

La búsqueda constante de sistemas de producción sostenibles, socialmente justos y culturalmente aceptables que apoyen la economía local a través del uso de recursos endógenos es una línea fundamental de trabajo para el desarrollo local.
- Eco-emprendimiento

Muchos jóvenes de La Sierra, ponen su foco en la ciudad y apenas se pueden imaginar desarrollándose profesionalmente sin necesidad de migrar, desde el programa eco-emprendimiento del CEA Valle del Lozoya, facilitamos los recursos y contactos necesarios para que aquellas personas que decidan iniciar un proyecto en la sierra puedan tener asesoramiento y apoyo para lograr mejor sus objetivos.